# 프란시스쿠 라쇼우스키
프란시스쿠 라쇼우스키(Francisco Lachowski, 1991년 5월 13일 ~ )은 브라질의 모델로, 쿠리치바에서 태어났다. 프란시스쿠의 아버지는 폴란드계 브라질인이고, 어머니는 포르투갈, 독일계 혈통이다. 2009년 상파울루 모델 콘테스트에서 우승하고 포드 모델스와 계약을 맺으면서 경력을 시작했다. 2009년 밀라노와 파리에서 열린 구찌, 디올 옴므 등 디자이너 패션 쇼에서 첫 런웨이에 섰다. Lachowski is on 50 Top Male Models. 2013년 3월 약혼녀 제시안 그라벨 벨랑(Jessiann Gravel Beland) 사이에서 첫 자식 밀로 라쇼우스키를 낳았다.
프란시스쿠는 베르사체, 돌체앤가바나, 구찌, 디스퀘어드2, 로베르토 카발리, 티에리 뮈글러, 아르마니 등 수 많은 브랜드의 패션 쇼에 섰다. 또 Vanity Teen, Homme Essential, Carbon Copy, Made in Brazil, Chaos 등 여러 잡지 커버 모델로 섰다. GQ, V, 보그, FHM와 같은 패션 잡지의 에디토리얼에도 출연했다. DKNY 진, 라코스테, 아르마니 익스체인지, 에트로, 크리스챤 디올, 디스퀘어드2, 매비 진과 같은 유명 회사들의 광고 모델로 섰다.
프란시스쿠는 인터넷상을 통해 유명해졌다. 구글에서 검색하면 검색결과 200만 건이 넘게 나온다. 프란시스쿠의 웹사이트에는 190여개 국가에서 넘는 사람들이 방문했다. 인스타그램의 팔로워는 20만 명이 넘었다.

## 사생활
프란시스쿠는 일본에서 패션쇼에 섰을 때 프랑스계 캐나다인 패션 모델 제시안 그라벨 벨랑을 만났다. 2013년 3월에는 둘 사이에서 첫 아이를 낳았다. 취미는 아빠와 함께 축구, 드라이빙, 낚시, 서핑을 하는 것이다.